# Keita Sugimoto
Keita Sugimoto (Ibaraki, 13 juni 1982) is een Japans voetballer.

## Carrière
Keita Sugimoto speelde tussen 2005 en 2010 voor Nagoya Grampus. Hij tekende in 2011 bij Tokushima Vortis.